# Кроу Уинг (окръг, Минесота)
Окръг Кроу Уинг (на английски: Crow Wing County в превод Гарваново крило) е окръг в щата Минесота, Съединени американски щати. Площта му е 2997 km², а населението - 55 099 души (2000). Административен център е град Брейнърд.